# Campo Limpo Paulista
Campo Limpo Paulista ist eine Stadt im brasilianischen Bundesstaat São Paulo. 2022 lebten in Campo Limpo Paulista nach offizieller Schätzung 77.632 Menschen auf 80 km².

## Geographie

### Distrikte
Die Gemeinde ist in Distrikte unterteilt:
- Campo Limpo Paulista – Hauptdistrikt
- Botujuru

## Geschichte
Die Gemeinde wurde 1964 durch Landesgesetz gegründet.

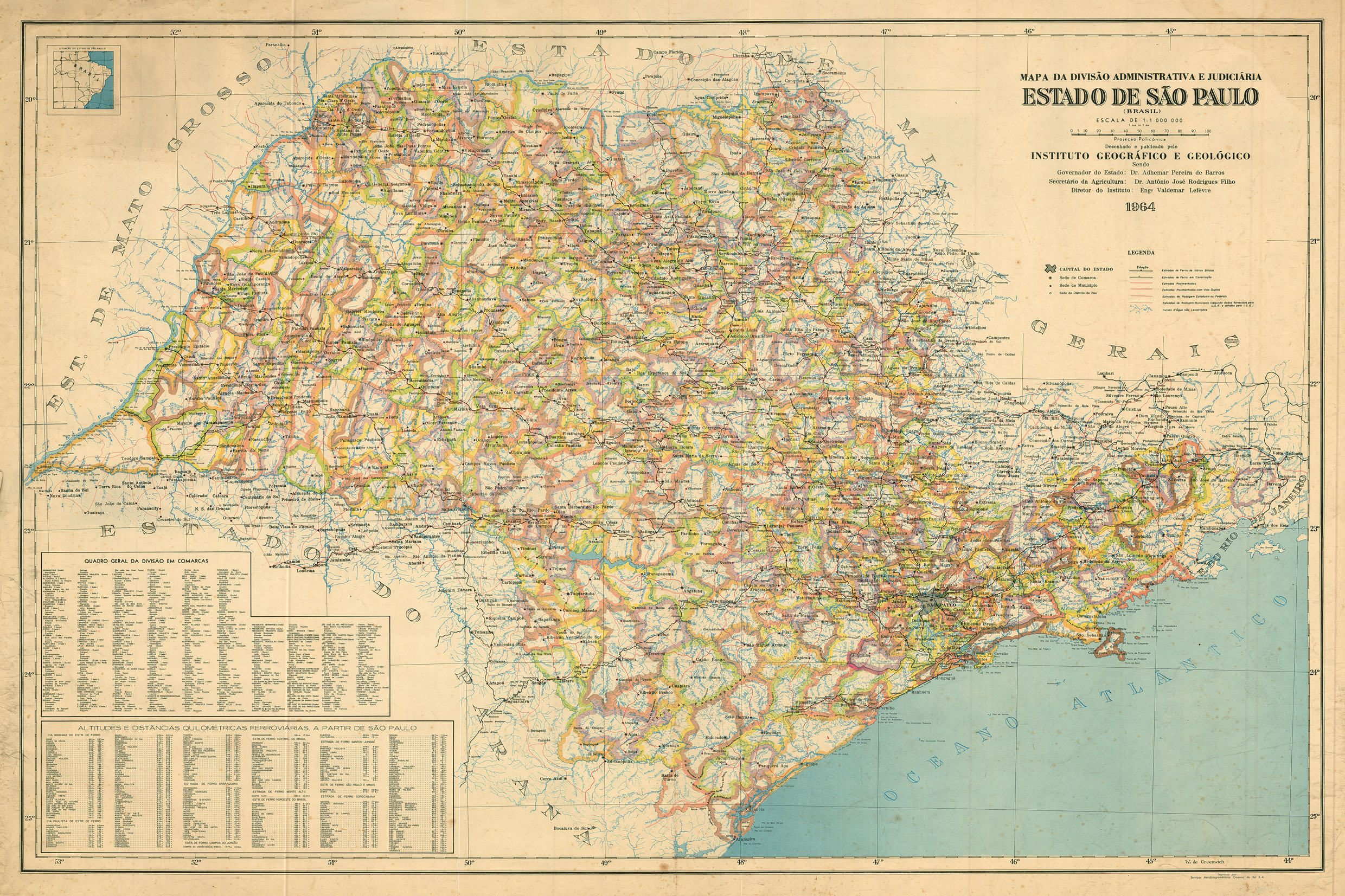
Karte des Bundesstaates São Paulo (1964).

## Bevölkerung
| Bevölkerungsentwicklung | Bevölkerungsentwicklung |
| Jahr                    | Bevölkerung             |
| ----------------------- | ----------------------- |
| 1970                    | 9.156                   |
| 1980                    | 21.891                  |
| 1991                    | 45.387                  |
| 2000                    | 63.724                  |
| 2010                    | 74.074                  |
| 2022                    | 77.632                  |
| [ 4 ] [ 5 ] [ 6 ]       |                         |

## Religion
Das Christentum ist in der Stadt wie folgt vertreten:

### Römisch-katholische Kirche
Die römisch-katholische Gemeinde ist Teil des Bistums Jundiaí.

### Protestantische Kirche
In der Stadt gibt es die unterschiedlichsten evangelischen Glaubensrichtungen, hauptsächlich Pfingstler, darunter die brasilianischen Assemblies of God, die Christliche Kongregationalistische Kirche in Brasilien, und andere.